# Parafia Matki Bożej Różańcowej w Smołwach
Parafia pw. Matki Bożej Różańcowej w Smołwach – parafia rzymskokatolicka, administracyjnie należąca do dekanatu ignalińskiego, archidiecezji wileńskiej, metropolii wileńskiej. 

## Historia parafii
Parafię utworzono ponownie w 1779 r.

## Obszar parafii
W XVIII w. obszar parafii rozciągał się na obszarze o długości 3 mil i szerokości ½ (miejscem na ¾) mili.

### Miejscowości i ulice
W XVIII w. w granicach parafii znajdowały się miejscowości (1 miasteczko, 39 wsi, 4 zaścianki, 1 okolica): 
- Ażwectynie
- Bazie
- Bekolniszki
- Bortkiszki
- Budynie
- Bujwidyszki
- Burnie
- Cycyliszki - zaścianek
- Czepuliszki
- Czyżeliszki
- Dekieciszki - okolica
- Dzwoniszki - zaścianek
- Grygańce
- Jaczany
- Jodynie
- Kalniszki - zaścianek
- Kimberciszki
- Laudzie
- Linkiele
- Matkuny
- Muraniszki
- Najnie
- Paukciszki
- Podreże
- Purwiniszki
- Ragieliszki
- Rustejki
- Sabiańce
- Sałacie
- Sątupie
- Smołwy - miasteczko
- Staciuny
- Szakie - zaścianek

- Świliszki
- Truszele
- Tylża
- Wejksze
- Wereniszki
- Wesołów
- Wiłkazierys
- Witkuny
- Wiśniowa
- Wołachy
- Zawiszyszki
- Żyngiszki